# Le déluge (Comerre)
Le déluge (em tradução livre O dilúvio) é um quadro do pintor francês Léon Comerre, que se encontra no Museu de Belas Artes de Nantes.